# Microcrambus bifurcatus
Microcrambus bifurcatus là một loài bướm đêm trong họ Crambidae.